# Revers (Recht)
Ein Revers, auch Reversal (abgeleitet aus dem lateinischen Begriff litterae reversales), ist eine schriftliche Zusage einer Verpflichtung. Der Begriff wird auch gebraucht für den Gegenschein zu einer Urkunde sowie für vertragliche Verpflichtungen zweier Staaten untereinander.
Insbesondere kommen Reverse als schriftliche Erklärungen zur Aufhebung einer bestimmten Verpflichtung bzw. Widerrufung einer Urkunde und im Zollrecht zum Einsatz (siehe Verpflichtungserklärung (Zollrecht)).

## Lehensrevers
Der Lehensrevers ist die Anerkenntnis des Lehensmannes über den Empfang des Lehens bzw. in späterer Zeit die schriftliche Bestätigung über den Empfang des Lehensbriefes.